# Uperoleia minima
Az Uperoleia minima a kétéltűek (Amphibia) osztályának békák (Anura) rendjébe, a Myobatrachidae családba, azon belül az Uperoleia nembe tartozó faj.

## Előfordulása
Ausztrália endemikus faja. Csak a típuslelőhely környékéről, Nyugat-Ausztrália Kimberley régiójában a Mitchell Plateau közelében ismert. Elterjedési területének mérete nagyjából 11 300 km².

## Megjelenése
Apró termetű békafaj, testhossza elérheti a 2,5 cm-t. Háta barna vagy szürkésbarna, sötétebb foltokkal. A szájszéltől a karjáig néha apró, halvány sárgásfehér csík húzódik. A lábak alsó felülete lilás-rózsaszínű. A karok felső része a vállaknál halványsárga. Hasa fehér, barna foltokkal, a hímek torka barna. Pupillája csaknem kerek, a szivárványhártya aranyszínű. Az ágyék és a combok hátsó része élénk narancssárga. Ujjai között úszóhártya található, ujjai végén nincsenek korongok. A parotoid mirigyek nagy méretűek és gyakran a hát színével megegyező színűek.

## Életmódja
A peték, az ebihalak és a fejlődési idő nem ismert, de valószínűleg hasonlóak más Uperoleia fajokéhoz. Valószínűleg nyártól őszig a nedves évszakban szaporodik.

## Természetvédelmi helyzete
A vörös lista a nem fenyegetett fajok között tartja nyilván. Populációja stabil, több természetvédelmi területen is megtalálható. Csak olyan távoli területeken fordul elő, ahol nincsenek a fajra nézve jelentős veszélyeztető folyamatok.